# Accurist
Accurist – brytyjska marka zegarkowa założona w 1946 roku w Londynie przez Ashera i Rebekę Loftus. Firma specjalizuje się w produkcji zegarków mechanicznych i kwarcowych, łączących klasyczne brytyjskie wzornictwo z nowoczesnymi technologiami. Od momentu powstania Accurist zdobył popularność, stając się jedną z rozpoznawalnych marek zegarkowych w Wielkiej Brytanii.

## Historia
Początkowo Accurist zajmował się importem szwajcarskich mechanizmów zegarkowych do Londynu, jednak w 1946 roku rozpoczął produkcję własnych zegarków. Marka wyróżniła się stosowaniem mechanizmów z 21 kamieniami oraz przystępną ceną, co przyczyniło się do jej wzrostu na rynku brytyjskim.
W latach 60. Accurist rozszerzył swoją obecność na rynki międzynarodowe i zdobył popularność dzięki współpracy z ikonami popkultury, takimi jak Beatlesi i modelka Twiggy. W tym okresie firma wprowadziła submarkę Old England, oferującą kolorowe zegarki modowe, które zyskały uznanie wśród gwiazd i członków brytyjskiej rodziny królewskiej.

## Innowacje i rozwój
W latach 70. XX wieku Accurist wprowadził zegarki cyfrowe LED oraz został sponsorem brytyjskiej zegarynki Speaking Clock, co umocniło jego pozycję na rynku. W kolejnych dekadach marka rozwijała się, współpracując m.in. z Królewskim Obserwatorium w Greenwich przy budowie zegara atomowego.
Na początku XXI wieku Accurist zaprezentował kolekcję Accu.2, skierowaną do młodszej grupy klientów, oraz rozszerzył ofertę o zegarki sportowe i nurkowe, w tym serię Dive, inspirowaną modelami z lat 60. i 70.

## Przejęcie przez Time Products Ltd.
W 2014 roku Accurist został przejęty przez Time Products Ltd., właściciela m.in. marki Sekonda. Pomimo zmiany właściciela, marka kontynuuje produkcję zegarków inspirowanych klasycznym wzornictwem.

### Współczesność
Obecnie Accurist oferuje szeroki asortyment zegarków mechanicznych, kwarcowych i cyfrowych, w tym modele klasyczne, sportowe i biżuteryjne. Marka zachowuje swoją tradycję, projektując zegarki w Wielkiej Brytanii